# يانا سورجرز
يانا سورجرز (بالألمانية: Jana Sorgers-Rau)‏ (اسمها نسبةً لزوجها يانا سورجرز راو، من مواليد 4 أغسطس 1967) هي مجدِّفة ألمانية حيثُ كانت المجدفة المهيمنة في ذلك الوقت، بدأت حياتها المهنية في فريق التجديف الألماني الشرقي واستمرت بعد إعادة توحيد ألمانيا مع ألمانيا المتحدة لمزيد من السنوات، بين عامي 1986 و1996 فازت بميداليتين ذهبيتين أوليمبيتين وسبعة ألقاب بطولة عالمية وتسع ألقاب وطنية، بعد انتهاء مسيرتها المهنية الناجحة حصلت على ميدالية توماس كيلر من قبل الاتحاد الدولي للتجديف (FISA) - وهو أعلى وسام في التجديف.

## مسيرتها المهنية في التجديف

### تمثيل ألمانيا الشرقية
ولدت سورجرز في عام 1967 في نيوبراندنبرغ في مكلنبورغ فوربومرن التي كانت في ذلك الوقت تنتمي إلى ألمانيا الشرقية، ذهبت إلى المدرسة في براجسدورف حيث تم اختيارها لبرنامج التجديف، من وقت مبكر في مسيرتها التجديف كانت سورجرز مجدفة، كان أول نادي لها هو دينامو نيوبراندنبرغ-ميتي، وفي عام 1981 انتقلت إلى SC دينامو برلين، في عام 1982 فازت ببطولة الناشئين الوطنية في التجديف الرباعي، جاء أول نجاح ملحوظ لها في بطولة اسبارتاكياد لعام 1983 حيث فازت بالميدالية الذهبية في حدث التجديف المزدوج الذي أقيم بالشراكة مع سيبيل شميت، في بطولة العالم للناشئين في التجديف للعام 1984 في يونشوبينغ بالسويد أصبحت بطلة العالم للناشئين في سباق الرباعي إلى جانب جوديث زيدلر، في بطولة العالم للناشئين لعام 1985 في براندنبورغ آن دير هافل بألمانيا الشرقية أصبحت بطلة العالم للناشئين في السباق المزدوج بالشراكة مع كلوديا كروجر التي كانت تجدف معها منذ بداية العام، فقد سيطرن على النهائي منذ البداية وكُنّ أكثر من 12 ثانية قبل الميداليات الفضية.
بعد فوزها بلقبها الثاني في بطولة العالم للناشئين أعلنت سورجرز أن أكبر أمنية لديها هي الانضمام إلى الفريق الوطني الأكبر سنًا، في بداية الموسم التالي تم اختيارها من قبل مدرب النساء الرئيسي يورغن جروبلر للفريق، بعد أن بلغت التاسعة عشرة من عمرها كانت ثاني أصغر لاعبة في ألمانيا الشرقية بعد أندرياس حايك الأصغر من ذلك ببضعة أشهر فازت بلقبها الأول في بطولة العالم للتجديف للكبار عام 1986 في نوتنغهام بالمملكة المتحدة في سباق الرباعي إلى جانب كيرستين بيلوث وبيرجيت بيتر وكيرستين هينز، في أكتوبر 1986 حصلت على وسام الاستحقاق الوطني في الدرجة الذهبية (الدرجة الأولى) لنجاحها الرياضي، كرر الفريق هذا النجاح في بطولة العالم للتجديف 1987 في كوبنهاغن في الدنمارك حيث حل جوتا هامبي محل هينز وعلى الرغم من إصابة هامبي بسرطان البحر في وقت مبكر من المباراة النهائية.
في يناير 1988 حصلت سورجرز على لقب الرياضة «ماجستير الشرف في الرياضة»، وفي الألعاب الأولمبية الصيفية لعام 1988 في سيول بكوريا سيطرت نساء ألمانيا الشرقية على مسابقة التجديف بالفوز بخمسة من الأحداث الستة، وقد فازت سورجرز بالميدالية الذهبية للتجديف الرباعي إلى جانب كريستن فورستر وكريستينا موندت وبيت شرام، من بين 23 لاعبة تجديف لم تفز اثنتين فقط بالميدالية - حصل ذلك الزوج على المركز الرابع، في نوفمبر 1988 حصل سورجرز على وسام الاستحقاق الوطني من الذهب (الدرجة الأولى)، كانت هذه هي المرة الثانية التي تحصل فيها على هذه الجائزة.
في موسم التجديف عام 1989 تعاونت سورجرز مع شرام في تجديف مزدوج، في بداية موسم التجديف نجح الفريقان في المنافسة ضد فريق يشمل جوتا بهرندت (ني هامب) وسيبل شميدت (شريك سوريجر المزدوج في 1983)، فازت سورجرز وشرام في بطولة العالم للتجديف 1989 في بليد في يوغوسلافيا، وبالنسبة لموسم التجديف لعام 1990 تراجعت سورجرز إلى المركز الرابع مع شميدت وكريستن جيجر وكروجر، ذهب هذا الطاقم إلى تاسمانيا في أستراليا لحضور بطولة العالم للتجديف 1990 حيث أصبحوا أبطال العالم، كان هذا هو آخر ظهور لفريق التجديف الوطني الألماني الشرقي لأن إعادة توحيد ألمانيا قد حدثت قبل ذلك بشهر، كان الاتحادان الألمانيان للتجديف على وشك الاندماج أيضًا.

### تمثيل ألمانيا
بدأ موسم التجديف 1991 مع سباق القوارب الوطني لفئات القوارب الصغيرة في فيداو حيث تنافست سورجرز في تجديف فردي وتعرض للهزيمة إلى المركز التاني بواسطة شرام، وبعد شهر تم تنظيم سباق القوارب الدولي في نفس المكان حيث تعاونت سورجرز مع سيبيل شميدت في سكل مزدوج، لقد فازوا بفئة القارب بهامش حوالي 8 ثواني، كانت نية مسؤولي التجديف دائمًا أن يكون سورجرز وشميدت جزءًا من سباق الرباعي لعام 1991 وبعد المزيد من السباقات التأهيلية أعيد تجميع فريق 1990 مع استبدال كروجر بـيانا ثيم تقريباً، في بطولة العالم للتجديف في عام 1991 في فيينا في النمسا دافع مجدفو الرباعيات عن لقب بطولة العالم.
في موسم 1992 كان أداء سورجرز منخفضًا، حضرت معسكر تدريبي أوليمبي مدته ثلاثة أسابيع في المكسيك لكنها لم تقم باختيار المنتخب الوطني لعام 199، لقد فاتها التأهل لدورة الألعاب الأولمبية الصيفية لعام 1992، في عام 1993 غيرت سورجرز النادي وانتقلت إلى سان جرمان دينامو بوتسدام لكنها لم تعد إلى الفريق الوطني، في ديسمبر 1993 كانت سورحرز واحدةً من خمسة وأربعين رياضيًا حصلوا على جائزة سيلبيرنيس لوريبيرلات («ورقة الغار الفضية») وهي أعلى جائزة رياضية في ألمانيا.
عادت سورجرز في موسم 1994، لقد عادت إلى الفريق الوطني والتجديف الرباعي ففازت بلقب بطولة العالم السادسة في بطولة العالم للتجديف 1994 في إنديانابوليس في الولايات المتحدة، وكان أعضاء الفريق الآخرون في ذلك العام هم مندت وكاترين روتشاو وكيرستين جيجر-كوسب، في بطولة العالم للتجديف في عام 1995 في تامبيري في فنلندا دافع التجديف الرباعي عن لقب البطولة حيث حل ثيم محل موندت.
تقاعدت سورجرز بعد فوزها بالميدالية الذهبية النهائية في سباق الرباعي مع روتشو وكوبن وكاثرين بورون في الألعاب الأولمبية الصيفية لعام 1996، وبعد تقاعدها حصلت على ميدالية توماس كيلر.

### البطولات الوطنية
في ألمانيا الشرقية فازت سورجرز بأول لقب وطني لها في عام 1986 في سباق الرباعي، في عام 1988 أصبحت بطلة وطنية في كل من المجاذيف المزدوجة والرباعية، في عام 1989 احتفظت بلقبها في اللعبة المزدوجة، في عام 1990 فازت بلقب ألمانيا الشرقية النهائي مع سكل رباعية.
بعد إعادة التوحيد فازت سورجرز بأربعة ألقاب وطنية في سباق الرباعي: في 1991 و 1994 و 1995 و 1996.

## الحياة خارج التجديف
تم تدريب سورجرز كمساعد فني طبي منذ عام 1984، في عام 1991 تدربت لتصبح أخصائية تجميل.
تزوجت من المجدف أوليفر راو بعد فترة من تقاعدها من التجديف التنافسي ومنذ ذلك الحين كانت تعرف باسم جانا سورجرز راو.
لدى الزوجين ابنتين توأم (ولدن ق. 2000) وكانوا يعيشون لسنوات عديدة في بريمن، حيث عمل أوليفر راو في نادي إس في فيردر بريمن الرياضي من عام 1996 حتى عام 2017، وهو يعمل الآن في شتيفتونج ديوتش شبورثيلف [الإنجليزية] ويعيشون في فرانكفورت.

## روابط خارجية
- يانا سورجرز على موقع الاتحاد الدولي للتجديف (الإنجليزية)
- يانا سورجرز على موقع اللجنة الأولمبية الدولية (الإنجليزية)
- يانا سورجرز على موقع أوليمبيديا (الإنجليزية)

- صور سورجرز في أولمبياد 1988 و 1996